# Bushy Islet (ö i Australien, Queensland, lat -11,25, long 142,95)
Bushy Islet är en ö i Australien. Den ligger i delstaten Queensland, omkring 2 100 kilometer nordväst om delstatshuvudstaden Brisbane.